# Музыкальный театр Кузбасса им. А. Боброва
Музыкальный театр Кузбасса им. А. Боброва — музыкальный театр в городе Кемерово, Российской Федерации, назван в честь народного артиста РСФСР Александра Константиновича Боброва.

## История театра
В январе 1943 года, по Указу Президиума Верховного Совета СССР была образована Кемеровская область. Перед новой областью стояла задача — развить и улучшить культурный потенциал края.
9 июня 1943 года исполком областного Совета депутатов трудящихся постановил: создать концертно-эстрадное бюро (КЭБ), также было предусмотрено и создание музыкального училища в Кемерово, с целью подготовки квалифицированных специалистов.
В соседнем Новосибирске, готовился ввод в эксплуатацию театр оперы и балета, а также был создан театр музыкальной комедии. Последний располагался в городском саду, и после пожара театр сгорел.
17 марта 1945 года, по решению Новосибирского городского Совета, было принято решение передать театр музыкальной комедии Кемеровскому облисполкому под управления ранее созданного КЭБ, после чего театр получил новое наименование — Кемеровский государственный областной театр музыкальной комедии, который расположили в городе Прокопьевске.
В сентябре 1947 года, театр переводят в город Кемерово, с целью контроля репертуара и пропаганды коммунистических идей, а также ставятся задачи по привлечения кадров из Кемеровского музыкального училища. Театр размещают Дом Культуры завода № 392 Кировского района, а затем в Клубе коксохимзавода, в котором было всего 480 посадочных мест. Маленькая сцена не могла реализовать в полной мере, замыслы театрального режиссёра.
28 декабря 1963 года театр музыкальной комедии получил новое здание, которое было построено по проекту С. А. Белоусова. Заслуженный артист РСФСР А. К. Бобров — подлинный мастер сцены, который играл выразительно и правдиво все свои роли и всеми силами способствовал получению нового здания. О строительстве театра он писал так:
Мне как парторгу приходилось этим заниматься, поэтому я знаю, как это происходило и чего это стоило. Вариант этого здания, в котором сейчас находится театр, возник случайно. Оно проектировалось совсем для других целей, но положение в театре было действительно сложным. И когда возникло предложение отдать театру заложенное уже для строительства здание, облисполком и обком партии пошли нам навстречу, на ходу переделывался проект, сообразуясь с нуждами театра.
В июне 2007 года в театре начались работы по реконструкции здания и капитального ремонта всех систем жизнеобеспечения театра.
3 апреля 2012 года театр вновь открыт для зрителей.
11 апреля 2014 года Кузбасский музыкальный театр провёл торжественный вечер по случаю своего 70-летия 

## Репертуар театра
- Паяцы
- Севильский цирюльник
- Прелести измены
- Французская любовь
- Алые паруса
- Весёлая вдова
- Мистер Икс
- Сильва
- Белая акация
- Любовь всегда права, или Бомарше и Ко
- Страсти святого Микаэля
- Кошкин дом
- Дубровский
- Своей душе не прекословь

- Рок (мюзикл) (либретто М. Марфин, Е. Муравьёв, музыка К. Брейтбург)
- Призрак замка Кентервиль
- В джазе только девушки

## Гастрольные поездки
- 1970 год — Фрунзе, Уфа, Томск, Омск
- 1972 год — Курган, Ярославль, Новокузнецк
- 1973 год — Москва
- 1975 год — Челябинск
- 1978 год — Калининград, Балтийск, Смоленск
- 1981 год — Благовещенск, Владивосток, Южно-Сахалинск, Свободный и т. д..
- 1983 год — Киев
- 1984 год — уральские города
- 1985 год — Подмосковье
- 1987 год — Сургут
- 1991 год — Абакан
- 1993 год — Ялта, Евпатория
- 2021 год — Новосибирск
- 2022 год — Екатеринбург